# Nannippus
Nannippus — вимерлий рід трипалих коней, ендемічних для Північної Америки протягом міоцену — пліоцену, приблизно 13.3—3.3 мільйона років тому. Цей стародавній вид трипалого коня виріс до 1.09 метра і вага від 75 до 90 кг, що було приблизно такого ж розміру, як домашня вівця.
Мешкав від центральної Мексики (N. peninsulatus) до північної частини Канади (N. lenticularis), і від Каліфорнії на заході та Північної Кароліни (N. lenticularis) і Флориди (N. peninsulatus) на сході. На відміну від своїх родичів, Nannippus, як і всі інші трипалі коні, ендемічні для Північної Америки, були тваринами які мали дієти, що складалися з рослин C3.

## Види
- N. aztecus — широко поширений у Флориді, а також знайдений у Техасі, Оклахомі та Чіуауа
- N. beckensis  — знайдений лише в Техасі
- N. lenticularis — був знайдений в Альберті, Техасі, Північній Кароліні, Алабамі, Небрасці та Канзасі
- N. minor — у Джорджії
- N. montezumae —
- N. morgani — лише у Флориді
- N. peninsulatus — був знайдений у Флориді, Техасі, Оклахомі, Нью-Мексико, Арізоні та Мексиці
- N. parvulus
- N. westoni — лише у Флориді